# Gouvernement el-Youssoufi I
Pour les articles homonymes, voir Gouvernement el-Youssoufi.
Monarchie
Filali III el-Youssoufi II
Le Gouvernement Abderrahman el-Youssoufi I est le 25e gouvernement du Maroc depuis son indépendance en 1956. Formé le 14 mars 1998, il a pris fin le 6 septembre 2000.

## La réforme constitutionnelle de 1996
Le 3 mars 1996, le roi Hassan II annonce la refonte totale de la constitution marocaine. Le 13 septembre 1996, la nouvelle constitution est présentée au référendum, elle obtiendra 96,56 % de voix favorables.
La réforme mise en avant dans cette constitution est l'instauration du bicaméralisme, avec l'élection au suffrage universel direct de la totalité de la chambre des représentants, et la création d'une seconde chambre parlementaire dite des conseillers, élue au suffrage indirect.

## Les élections législatives de 1997
L'entame de ces élections est introduite par l'assainissement des listes électorales, à partir du 28 novembre 1996, qui sont depuis des décennies l'objet de conflit entre opposition et pouvoir. Le 28 février 1997, une charte d'honneur est signée entre les pouvoirs publics et les partis politiques. Le pouvoir s'engage à organiser des élections transparentes, en contrepartie les parties sont tenues de reconnaître les résultats des élections. Le 27 mars 1997, un code électoral est voté à l'unanimité au parlement.
Après la campagne électorale, 13 millions d'électeurs sont appelés à se rendre aux urnes. Le scrutin est uninominal à un seul tour et couvre 325 circonscriptions. Les 16 partis présents sont regroupés en trois coalitions : 
- la Koutla (autour de l'Union socialiste des forces populaires, Parti de l'Istiqlal et le Parti du progrès et du socialisme) ;
- le Wifaq (autour de l'Union constitutionnelle) ;
- le Centre (autour du Mouvement national populaire et le Rassemblement national des indépendants).

## Composition initiale
| Fonction | Nom                        |
| --- | -------------------------- |
| Premier ministre | Abderrahman el-Youssoufi   |
| Ministre de la Justice | Omar Azziman               |
| Ministre des Habous et des Affaires islamiques                                                                                       | Abdelkebir M’Daghri Alaoui |
| Ministre des Affaires Étrangères et de la Coopération                                                                                | Mohamed Benaïssa           |
| Ministre de l'Intérieur | Ahmed Midaoui              |
| Ministre de l'Emploi, de la Formation Professionnelle, du Développement Social et de la Solidarité                                   | Abbas El Fassi             |
| Ministre chargé de l’Aménagement du Territoire, de l’Urbanisme, de l’Habitat et de l’Environnement                                   | Mohamed El Yazghi          |
| Ministre de l’Économie et des Finances                                                                                               | Fathallah Oualalou         |
| Secrétaire général du gouvernement                                                                                                   | Abdessadek Rabiaa          |
| Ministre de l’Économie Sociale, des Petites et Moyennes Entreprises et de l’Artisanat, chargé des Affaires Générales du Gouvernement | Ahmed Lahlimi Alami        |
| Ministre de l'Agriculture et du Développement Rural                                                                                  | Ismaïl Alaoui              |
| Ministre de l’Industrie, du Commerce et de l'Artisanat                                                                               | Mustapha Mansouri          |
| Ministre des Pêches Maritimes | Saïd Chbaâtou              |
| Ministre de l’Équipement | Bouamour Taghouane         |
| Ministre des Transports et de la Marine Marchande                                                                                    | Abdeslam Znined            |
| Ministre de l’Enseignement Supérieur et de la Recherche Scientifique                                                                 | Najib Zerouali Ouariti     |
| Ministre de l’Éducation Nationale | Abdallah Saâf              |
| Ministre de la Santé | Thami El Khyari            |
| Ministre de la Culture et de la Communication                                                                                        | Mohammed Achaari           |
| Ministre chargé des Relations avec le Parlement                                                                                      | Mohamed Bouzoubaâ          |
| Ministre des Droits de l'Homme | Mohamed Aujjar             |
| Ministre de la Jeunesse et des Sports                                                                                                | Ahmed El Moussaoui         |
| Ministre de la Prévision Économique et du Plan                                                                                       | Abdelhamid Aouad           |
| Ministre de la Fonction Publique et de la Réforme Administrative                                                                     | M'hammed Lkhalifa          |
| Ministre délégué auprès du Premier ministre chargé de l'Administration de la Défense Nationale                                       | Abderrahmane Sbaï          |
| Ministre délégué auprès du ministre de l'Agriculture et du Développement Rural, chargé du Développement Rural                        | Hassan Maâouni             |
| Ministre déléguée chargée de la Condition de la Femme, la Protection de la Famille et de l'Enfance et l'Intégration des Handicapés   | Nouzha Chekrouni           |
| Secrétaire d'État aux Affaires Étrangères et à la Coopération                                                                        | Taïeb Fassi-Fihri          |
| Secrétaire d'État à l'Intérieur | Fouad Ali El Himma         |
| Secrétaire d'État chargé de l'Habitat                                                                                                | Mohamed Mbarki             |
| Secrétaire d'État chargé de la Recherche Scientifique                                                                                | Omar El Fassi              |
| Secrétaire d'État chargé de la Poste et des Technologies de l'Information et de la Communication                                     | Nasr Hajji                 |
| Secrétaire d'État auprès du ministre de l'Économie Sociale, des Petites et Moyennes Entreprises et de l'Artisanat                    | Abdelkrim Benatiq          |

## Remaniements
8 avril 1999 : Mohamed Benaissa est nommé ministre des Affaires étrangères en remplacement de Abdellatif Filali.

9 novembre 1999 : Driss Basri, Ministre d’État, ministre de l’Intérieur est déchargé de ses fonctions et remplacé par Ahmed El Midaoui. 